# Fissistigma fulgens
Fissistigma fulgens là loài thực vật có hoa thuộc họ Na. Loài này được (Hook.f. & Thomson) Merr. mô tả khoa học đầu tiên năm 1919.